# Anna Larsson
Anna Larsson (Mora, Dalecarlia, 10 de septiembre de 1966) es una contralto dramática sueca.

## Trayectoria
Estudió en la University College of Opera de Estocolmo donde se graduó en 1996.
Debutó en 1995 destacándose en oratorio, su debut internacional fue con la interpretación de la Sinfonía n.º 2 de Gustav Mahler, en 1997, junto a la Filarmónica de Berlín; y obras sinfónico vocales, destacándose su participación en Des Knaben Wunderhorn de Mahler, la Alto Rhapsody de Brahms y como solista en la Sinfonía n.º 2 y Sinfonía n.º 3 de Gustav Mahler dirigida por Claudio Abbado y como solista en Das Lied von der Erde en el Lincoln Center de Nueva York.
Logró su reconocimiento y la condición de Máxima exponente mundial gracias a su rol de Erda, expuesto con su rica, melodiosa y aterciopeladamente oscura voz al interpretar Der Rings des Nibelungen de Wagner, con presentaciones en teatros de ópera de Berlín, Vienna, Munich, Salzburgo, Aix-en-Provence, Milán y Estocolmo.
Es la más consumada intérprete de las obras de Gustav Mahler, ha cantado todos los ciclos de canciones del compositor e incluso, casi todo el amplio repertorio que abarca una mezzosoprano, desde el Mesías de Haendel, pasando por Sea Pictures de Elgar y el Requiem de Giuseppe Verdi hasta llegar la música contemporánea.
En 1997 debutó como Erda en Das Rheingold dirigida por Daniel Barenboim en la Staatsoper Unter den Linden Berlín y ha participado en El anillo del nibelungo de Wagner en Aix y en la Wiener Staatsoper.
En Múnich, Salzburgo, Estocolmo, Teatro Maggio Musicale Florencia, Palacio des Arts Valencia, Royal Opera Copenhague, Finnish National Opera ha cantado Waltraute, Orphée, Fricka, y Dalilah.
En 2011 presentó la primera temporada en su propia sala de conciertos la Vattnäs Concert Barn en su tierra natal

## Vida personal
Casada con el tenor Göran Eliasson vive en Lidingö con sus dos hijos.

## Discografía de referencia
- Bach: Misa en si menor. Blomstedt
- Beethoven: Misa Solemnis. Zinman
- Börtz: His Name Was Orestes, A Joker's Tales
- Handel: El Mesías. Harnoncourt
- Mahler: Sinfonía n.º 2. Abbado
- Mahler: Sinfonía n.º 2. Zinman
- Mahler: Sinfonía n.º 2. Dudamel, Caracas, Venezuela
- Mahler: Sinfonía n.º 3. Abbado, Berlin Po
- Mahler: Sinfonía n.º 3. Abbado, Lucerne Festival
- Mahler: Sinfonía n.º 3. Gergiev, London So
- Mahler: Sinfonía n.º 3. Salonen
- Mahler: Sinfonía n.º 8. Dudamel, Caracas, Venezuela